# Милованов, Сима
Си́ма Милова́нов (серб. Сима Милованов; 10 апреля 1923, Бечей — 16 ноября 2002, Нови-Сад) — сербский футболист и тренер, выступавший на позиции защитника. Участник чемпионата мира 1954 года в составе сборной Югославии.

## Клубная карьера
Милованов родился 10 апреля 1923 года в городе Бечей. Его отец Миливой был мясником, а мать Джека — школьным клерком. В своём родном городе ходил в начальную и среднюю школу. Накануне Второй мировой войны в 1941 году он окончил седьмой класс средней школы, а восьмой — только после освобождения страны, в 1946 году.
Милованов начал играть в футбол в молодежной команде клуба «Бечей» в 1935 году, а в 1938 году стал игроком первой команды. В 1947 году перешёл в новисадскую «Воеводину» и в следующем году был назначен капитаном команды. В 1949 году в составе клуба вылетел из чемпионата Югославии, но в следующем году вернулся в высший дивизион страны. Он играл за «Воеводину» до конца своей футбольной карьеры и был одним из лучших игроков. По имеющимся данным, сыграл более 500 игр за Воеводину. Он выступал в том поколении, в котором, помимо него, играли Вуядин Бошков, Здравко Райков, Тодор Веселинович и другие.

## Карьера в сборной
Помимо одной игры за сборную Югославии «Б» (1951) также сыграл четыре игры за основную сборную Югославии. Он дебютировал в её составе 23 августа 1951 года в товарищеском матче против Норвегии (4:2) в Осло и сыграл свой последний матч за национальную команду 16 мая 1954 года против Англии (1:0) в Белграде. В 1954 году вошёл в заявку сборной на чемпионат мира в Швейцарии, однако на поле не выходил, а его сборная покинула турнир на стадии четвертьфинала.

## Тренерская карьера
После завершения игровой карьеры окончил Высшую тренерскую школу и стал руководить молодёжной командой «Воеводины» (1959—1961). В дальнейшем руководил югославским клубом «Осиек» и греческим клубом «Верия». После этого в течение нескольких лет своей тренерской карьеры работал на Кипре: с 1970 по 1971 год тренировал «Анортосис», с которым завоевал Кубок страны, а с 1971 по 1973 год был главным тренером клуба «Неа Саламина». Параллельно с работой в последнем клубе в 1972 году был наставником местной национальной сборной.